# شامبينيول (مورت وموزيل)
شامبينيول (بالفرنسية: Champigneulles) هي بلدية فرنسية تقع في إقليم مورت وموزيل في منطقة غراند إيست. 